# Capitaine général (Espagne)
 (décembre 2022).
Si vous disposez d'ouvrages ou d'articles de référence ou si vous connaissez des sites web de qualité traitant du thème abordé ici, merci de compléter l'article en donnant les références utiles à sa vérifiabilité et en les liant à la section « Notes et références ».
Pour les articles homonymes, voir Capitaine général.
En Espagne, le titre militaire de capitaine général (en espagnol : capitán general) est apparu à l'époque coloniale où il était réservé aux chefs des armées royales, habituellement des vice-rois ou des gouverneurs ayant régné sur une capitainerie générale.

## Description
Capitaine général est un rang militaire apparu au XIVe siècle et fréquent sous l'Ancien Régime. À partir du XVIIIe siècle, il donna naissance au grade de général et fut utilisé en Espagne comme équivalent au titre de maréchal jusqu'en 1999. Il désignait à l'origine le chef militaire chargé par un souverain d'un théâtre d'opérations ou d'une division géographique de ses armées.
Bien que le titre ait été utilisé de façon informelle pour désigner tout militaire commandant en chef à la Renaissance, y compris le chef d'une expédition maritime, il correspond généralement au pendant militaire d'un gouverneur. Dans l'empire espagnol, il désignait ainsi l'officier chargé du commandement militaire d'un territoire, royaume ou duché, par contraste avec le vice-roi (appelé gouverneur à Milan) qui en avait le gouvernement civil. À partir de Charles Quint, les deux titres furent fréquemment confondus : le vice-roi était généralement également capitaine général des troupes situées dans son ressort. Philibert de Chalon, prince d'Orange, fut ainsi vice-roi et capitaine général de Naples de 1528 à 1530, en succession de Charles de Lannoy, prince de Sulmone, qui avait déjà cumulé ces deux fonctions.
En Nouvelle-Espagne, comme il n'y avait que deux vice-rois, (Mexique et Pérou) on créa des capitaineries-générales moins étendues au sein des vice-royautés. Il s'agissait à l'origine de circonscriptions militaires établies dans des régions à risque et dont le général responsable avait également un mandat civil. Elles devinrent vite de véritables préfectures qui furent parfois détachées des vice-royautés pour une administration plus efficace. Ce fut le cas du Chili, du Venezuela ou de Cuba. Certains présidents des audiencias coloniales disposèrent également de ce rang.
À partir de la réforme administrative de 1832, et jusqu'aux années 1980, il s'appliqua également aux chefs militaires des douze vice-royautés de la péninsule (sorte d'équivalent militaire du préfet), en marge des anciens capitaines généraux de l'Empire.

### À titre honoraire
De nos jours, le seul capitaine général en Espagne est le roi. Il détient ce titre en tant que chef de l'État et commandant suprême des forces armées selon la constitution espagnole et les Ordonnances royales pour les forces armées d'Espagne. Exceptionnellement, il arrive que des lieutenants généraux (tenientes generales) soient promus au titre de capitaine général :
- José Moscardó (1878-1956), promu post mortem capitaine général de l'armée en 1956 ;
- Agustín Muñoz Grandes (1896-1970), promu capitaine général de l'armée en 1957 ;
- Camilo Alonso Vega (1889-1971), promu capitaine général de l'armée en 1969 ;
- Juan de Bourbon (1913-1993), promu capitaine général de la Marine en 1988 ;
- Ange Salas Larrazabal (1906-1994), promu capitaine général de l'Armée de l'Air en 1991 ;
- Manuel Gutiérrez Mellado (1912-1995), promu commandant en chef de l'armée en 1994.

## Capitainerie générale de l'Empire espagnol

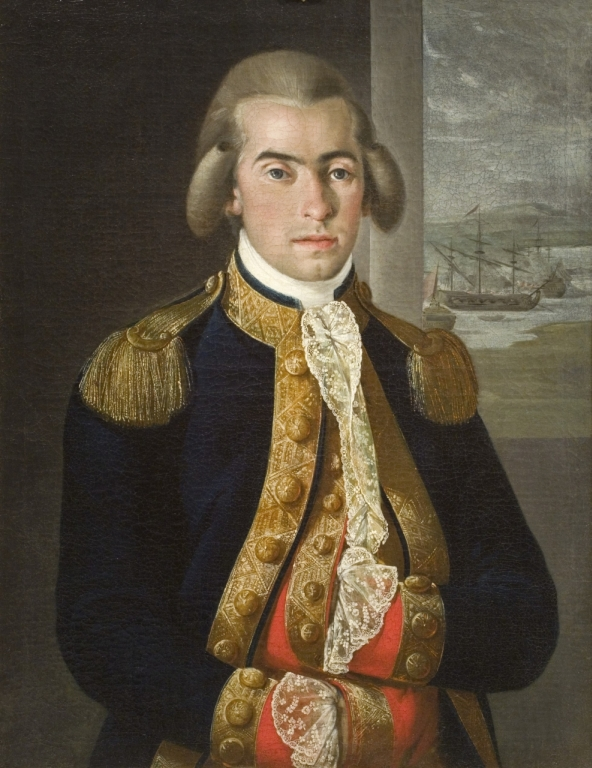
Vicente Emparan, capitán general du Venezuela.

Pendant la colonisation espagnole de l'Amérique, la monarchie espagnole a établi des bureaux régionaux en Amérique et aux Philippines sous le nom de capitanía general (capitainerie générale). Les gouverneurs de ces capitaineries avaient aussi ce grade de capitan general. Les capitaineries générales étaient les suivantes :
- Capitainerie générale de Saint-Domingue (1526) ;
- Capitainerie générale du Guatemala (1540) ;
- Capitainerie générale du Chili (1541) ;
- Capitainerie générale des Philippines (1565) ;
- Capitainerie générale de Porto Rico (1592) ;
- Capitainerie générale de Cuba (1607) ;
- Capitainerie générale du Yucatán (1617) ;
- Capitainerie générale du Venezuela (1777).